# Sainte-Même
Sainte-Même är en kommun i departementet Charente-Maritime i regionen Nouvelle-Aquitaine i västra Frankrike. Kommunen ligger  i kantonen Saint-Hilaire-de-Villefranche som ligger i arrondissementet Saint-Jean-d'Angély. År 2022 hade Sainte-Même 225 invånare.

## Befolkningsutveckling
Antalet invånare i kommunen Sainte-Même
Referens:INSEE